# Silene caramanica
Silene caramanica är en nejlikväxtart som beskrevs av Pierre Edmond Boissier och Heldr. Silene caramanica ingår i släktet glimmar, och familjen nejlikväxter.

## Underarter
Arten delas in i följande underarter:
- S. c. idaea
- S. c. ilarslanii